# الهجوم على إتش 3
عملية H3 هي عملية عسكرية إيرانية ضمن حرب الخليج الأولى، قامت بها القوات الجوية الإيرانية بضرب قاعدة الوليد (قاعدة ج/3 (H3) سابقا) الجوية العراقية في أقصى غرب العراق في عام 1981، حيث تقع هذه القاعدة في غرب الأنبار في موقع قريب من الحدود مع الأردن وسوريا، وهو مكان بعيد نسبياً عن الحدود الإيرانية. ويعتبر موقع H3 أحد النقاط الرئيسية السابقة الواقعة على خط نفط الموصل-حيفا.

## العملية
انطلق الهجوم من قاعدة همدان الجوية، وشاركت فيه 14 طائرة إف-4 مع حمولة قصوى من الذخائر، طائرتي إرضاع جوي من نوع بوينغ 707 وبوينغ 747 وطائرة قيادة جوية من نوع بوينغ 747.
كان على إيران أن تستعين بالقوة المهاجمة للطيران في عمق الدفاعات العراقية، لذلك فكرت بالخطة بديلة وهي الالتفاف من أقصى الشمال مع الحدود التركية ثم الطيران بمحاذاة سوريا والأردن. وبعد ضرب المطار تمت العودة في نفس الطريق مع مراعاة الطيران على ارتفاع منخفض. ولأنجاح العملية تم التزودّ بالوقود جوا في عملية معقدة وخطيرة لكنها كللت بالنجاح أخيراً وتم تدمير عدد من الطائرات والمدارج.

### الهدف
تتكون قاعدة اتش-3 الجوية من ثلاثة أجزاء: اتش-3 "الرئيسية" (المعروفة أيضًا باسم الوليد)، اتش--3 شمال غرب، وH-3 جنوب غرب. يقع بالقرب من مدينة الوليد بالقرب من طريق بغداد-عمان السريع في صحراء الأنبار في غرب العراق، بالقرب من الحدود الأردنية وعلى بعد 1000 كيلومتر من الحدود الإيرانية. تم بناؤه لتأمين الحدود الغربية للعراق واستخدم أيضًا في حرب يوم الغفران عام 1973.
وفقًا لمصادر عراقية، خلال حرب إيران-العراق، تم استخدامه كقاعدة دعم جوية للقوات الجوية العراقية وكان يضم عددًا قليلاً من أسراب النقل وسربًا من طائرات ميكويان-جوريفيتش ميغ-21، بالإضافة إلى طائرات هوكر هنتر المتقاعدة.
كانت القوات الجوية الإيرانية قد تلقت تقارير "موثوقة" تفيد بأن العراق - المدعوم بوصول كميات كبيرة من الذخائر وقطع الغيار من مصر، وكذلك بتسليم طائرات ميراج إف1 من فرنسا وقاذفات تو-22 من الاتحاد السوفيتي - كان يستعد لهجوم بري وجوي كبير وشيك ضد إيران. وفقًا للاستخبارات الإيرانية، كانت القوات الجوية العراقية قد نقلت معظم أصولها القيمة إلى قاعدة الوليد الجوية، الواقعة في مجمع اتش-3. الصور الجوية التي أرسلها الإسرائيليون إليهم كشفت أن قاعدة اتش-3 الجوية تحتوي على أكثر من خمسين طائرة من جميع الأنواع متناثرة في القاعدة في العراء، دون أي حماية.
كجزء من محاولات صدام حسين لتنفيذ هجوم ناجح ضد إيران على الجبهة الشمالية بين 12 و22 مارس 1981، أطلقت العراق صاروخين من طراز 9كي52 لونا-م من سطح إلى سطح ضد مدينتي دزفول والأهواز. في غضون أيام بعد هذا الهجوم، خطط قادة جناحي الطائرات التكتيكية 31 و32 في قاعدة شهركي الجوية (TAB 3، بالقرب من همدان) لهجوم مضاد لتقليل قدرات القوات الجوية العراقية.

### الهجوم
كونها على بعد حوالي 1500 كيلومتر من الطائرات الإيرانية في قاعدة شهركي الجوية، كانت اتش-3 خارج نطاق الطيران وإذا تم اختيار مسار مباشر، كان على الطائرات الإيرانية أن تحلق فوق بغداد وتقوم بالتزود بالوقود جواً مرتين في الأجواء العراقية، بما في ذلك مرة بالقرب من بغداد، التي كانت محصنة بشدة من قبل مواقع الدفاع الجوي العراقية.
فريق من قادة القوة الجوية الإيرانية (بما في ذلك العقيد قاسم گلچين، العقيد بهرام هوشيار والعقيد فريدون إيزادستة) خططوا لعملية مفاجئة وأكثر تعقيدًا بدلاً من ذلك. حدد كبار المسؤولين العسكريين الإيرانيين أن نشاط القوات الجوية العراقية كان أقل في شمال العراق، لذا تم وضع خطة للاقتراب من المواقع العراقية من ذلك الاتجاه. لزيادة فرصهم، قرر القادة الإيرانيون أن يطيروا بطائراتهم إلى بحيرة أرومية أولاً، ويتزودوا بالوقود في الجو، ومن ثم من هناك اتخاذ مسار "نظيف" يمر فوق جبال الحدود العراقية-التركية الشمالية، مع الحفاظ على الارتفاع أقل من 300 قدم (100 متر) لتجنب رادارات العراق وتركيا. كانت المسافة حوالي 3500 كيلومتر. ومع ذلك، لم تتمكن طائرات الفانتوم من الوصول إلى هدفها دون التزود بالوقود جواً عدة مرات.
استخدمت جناحي الطائرات التكتيكية 31 و32 (TFW) ثمانية طائرات إف-4 فانتوم الثانية، وأربع طائرات غرومان إف-14 توم كات، وطائرة لوكهيد سي-130 هيركوليز واحدة، ومحطة قيادة جوية بوينغ 747 (التي كانت لمراقبة الاتصالات اللاسلكية العراقية، وأيضًا العمل كحلقة وصل بين المهاجمين ومقر القوات الجوية الإيرانية)، واثنتين من طائرات التزود بالوقود (بوينغ707 وبوينغ 747) للتزود بالوقود الجوي للهجوم.

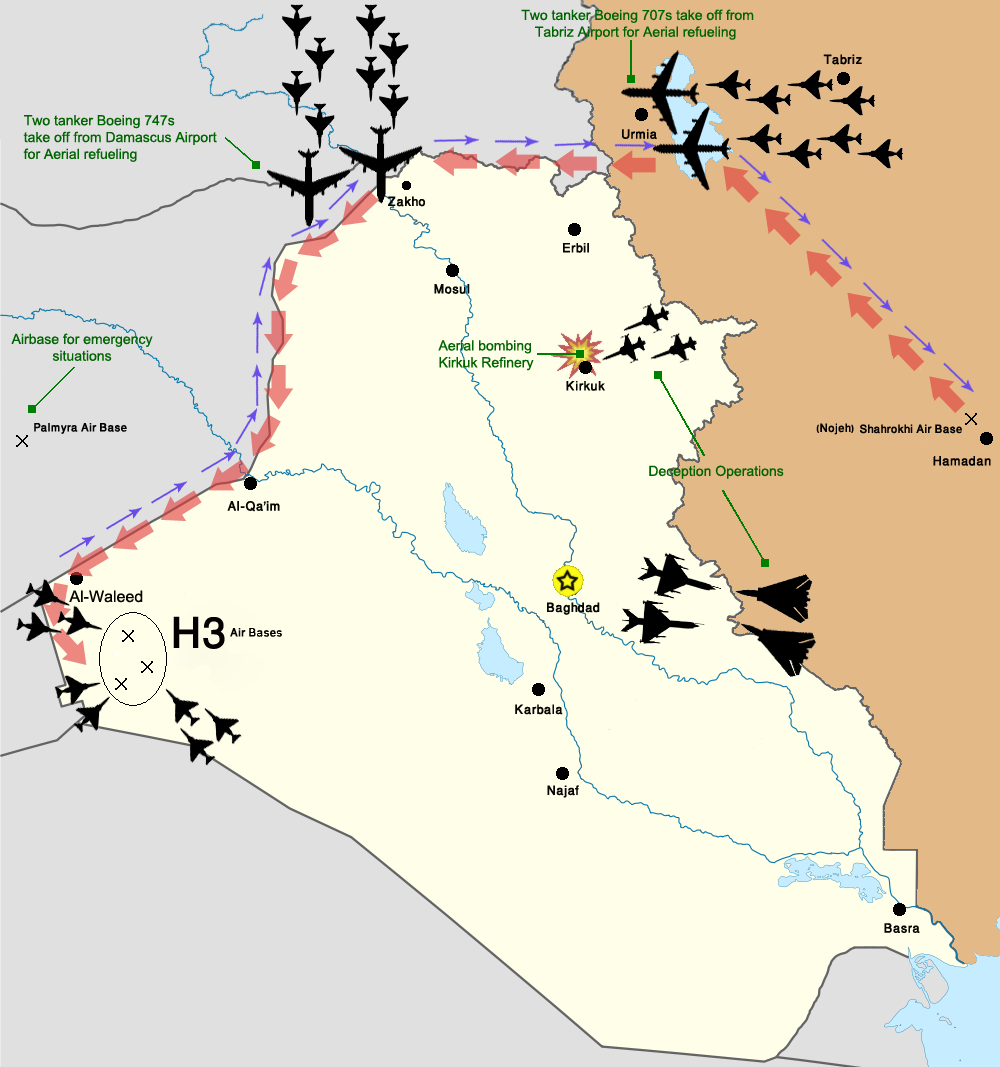
خريطة العملية، تُظهر الطائرات المشاركة ومسارها.

بدأت العملية في الساعة 10:30 صباحًا من يوم 4 أبريل 1981. تشكيل مكون من ثمانية طائرات إف-4 فانتوم (بما في ذلك ست طائرات إف-4إي وطائرتين إف-4دي)، مصحوبة بطائرتين احتياطيتين جويتين، غادرت قاعدة همدان الجوية (TAB 3) وتوجهت نحو بحيرة أرومية ثم، بعد التزود بالوقود في الأجواء الصديقة، عبرت إلى العراق، بينما عادت الطائرتان الاحتياطيتان. زوج من طائرات إف-14 تومكات قام بدوريات في المنطقة لساعات قبل وبعد بدء الهجوم للتصدي لأي محاولات اعتراض من قبل القوات الجوية العراقية. في هذه الأثناء، نفذت ثلاث طائرات نورثروب إف-5 من قاعدة تبريز الجوية (تي إف بي.2) هجمات تشويشية على قاعدة الحريةالجوية بالقرب من كركوك، مع نتائج غير معروفة، ولكن بالتأكيد شتتت انتباه العراقيين عن طائرات الفانتوم. كانت طائرة C-130H تحلق بالقرب من الحدود الإيرانية-العراقية. قبل بعض الوقت، كانت الناقلتان، اللتان تم إرسالهما بالفعل إلى سوريا، قد أقلعتا من مطار سوري، ثم انحرفتا بشكل سري عن الممرات التجارية الدولية في صمت راديوي تام، بينما كان من الواضح أنهما متجهتان إلى إيران. التحليق على ارتفاع منخفض جدًا فوق جنوب تركيا وشرق سوريا، عبروا الجبال في شمال غرب العراق وانضموا أخيرًا إلى طائرات الفانتوم فوق الصحراء الغربية للعراق. كل طائرة فانتوم أعيد تزويدها بالوقود أربع مرات من الطائرات المزوّدة بالوقود، على ارتفاع 300 قدم (100 متر)، وهو ما كان محفوفًا بالمخاطر وأقل بكثير من أي معايير سلامة. (عادةً ما يتم التزود بالوقود جواً على ارتفاع 22,000 قدم (6,700 متر)). تم ذلك لتجنب اكتشاف الرادارات العراقية؛ ومع ذلك، ظهرت الطائرات المقاتلة لفترات قصيرة عدة مرات على الرادارات، ولكن تم الخلط بينها وبين الطائرات التركية التي كانت تقوم بدوريات على الحدود. أشرف العقيد إيزادستة على العملية من طائرة بوينغ 747 القيادية التي كانت في المجال الجوي السوري. يمكن أيضًا استخدام مطار تدمر السوري للهبوط الطارئ المحتمل.
عند الاقتراب من القواعد الجوية، قسم الفانتوم تشكيلهم إلى مجموعتين، ألفاند وألبرز. هذا سمح بشن هجمات من عدة اتجاهات على مجمع اتش-3. قاموا بقصف جميع المطارات الثلاثة داخل مجمع اتش-3. حقق المقاتلون مفاجأة كاملة، حيث قاموا بعدة هجمات على جميع القواعد الجوية الثلاث. تم استهداف مدرجَي الطائرات في الوليد لمنع أي طائرة عراقية من الإقلاع. قنابل عنقودية من المجموعة الثانية من طائرات فانتوم تسببت في أضرار لثلاث حظائر كبيرة. تمكنت طائرات الفانتوم من شن هجمات متعددة على أهداف متعددة باستخدام نيران المدفعية. بحلول نهاية هجوم المجموعة الثانية، لم تستجب القوات العسكرية العراقية بهجوم مضاد منسق. النيران المضادة للطائرات كانت معطلة أيضًا بسبب الهجوم المفاجئ. تم إرسال الطائرات العراقية في محاولة فاشلة لاعتراض القوة الإيرانية.
بعد الهجوم، عادت التشكيلة الإيرانية إلى قواعدها. صرح المسؤولون العسكريون الإيرانيون بأن أيًا من طائرات الفانتوم الإيرانية لم يتعرض للتلف خلال الهجوم.

## الخسائر
تدعي إيران بأنه تم تدمير معظم الطائرات العراقية الواقفة في مدرج قاعدة الوليد الجوية، وهي:
- 3 طائرات أنتونوف أن-12
- 1 طائرة توبوليف تو-16
- 9 طائرات سوخوي سو-17
- 4 طائرات ميكويان جيروفيتش ميج-21
- 18 طائرة ميكويان جيروفيتش ميج-23
- 5 طائرات داسو ميراج إف1
- 4 طائرات مروحية

لكن هنالك من ينفي هذه التفاصيل إذ إنه لم يكن في قاعدة الوليد سوى سرب واحد من طائرات الميج 21 وكانت الغارة فاشلة إذ لم تتعرض اياً من طائرات القوة الجوية سوى طائرة ميج 21 وكانت مسحوبة بعجلة سحب الطائرات، أما طائرات الميراج ف1 فلم تصل للعراق في ذلك الوقت، وكانت العملية باسناد سوريا.
لقد زعمت المصادر العراقية أن الهجوم أسفر عن تضرر طائرة ميغ-21 واحدة فقط؛ وأن الحظائر المتضررة كانت فارغة في وقت الهجوم؛ وأن طائرات تو-22 وتو-16 كانت متمركزة في قاعدة تموز الجوية بسبب الحرب المستمرة مع إيران. زعمت العراق أن القاذفات كانت متمركزة في تموز حتى تم تقاعدها من القوات الجوية العراقية في أواخر الثمانينيات، ثم تم قصفها في عام 1991 خلال حرب الخليج. العراق نفى خسائر أي من طائرات ميراج F1، مدعيًا أن جميعها كانت موجودة في قاعدة جوية بُنيت خصيصًا لها بناءً على طلب الحكومة الفرنسية. نفت العراق خسائر أي من طائرات ميراج F1، مدعية أن جميعها كانت موجودة في قاعدة جوية بُنيت خصيصًا لها بناءً على طلب الحكومة الفرنسية. قاعدة ميراج الجوية، التي كانت تُسمى قاعدة صدام الجوية، كانت تقع على بعد حوالي 300 كيلومتر شمال بغداد.
زعمت قيادة الدفاع الجوي العراقي لاحقًا أنها رصدت التشكيل القادم من اتجاه سوريا في طريقه إلى الهدف، وتبعت راداراتهم طائرات الفانتوم لمدة 67 دقيقة تقريبًا، على الرغم من أن الإيرانيين حققوا مفاجأة كاملة.

## وصلات خارجية
- وثائقي عن الهجوم الإيراني على القاعدة العراقية (الجزء الأول) بالفارسية
- وثائقي عن الهجوم الإيراني على القاعدة العراقية (الجزء الثاني) بالفارسية
- وثائقي عن العمليات الخاصة للقوة الجوية الإيرانية في العراق بالفارسية